# Antonio Scotti
Antonio Scotti (Napoli, 25 gennaio 1866 – Napoli, 26 febbraio 1936) è stato un baritono italiano.

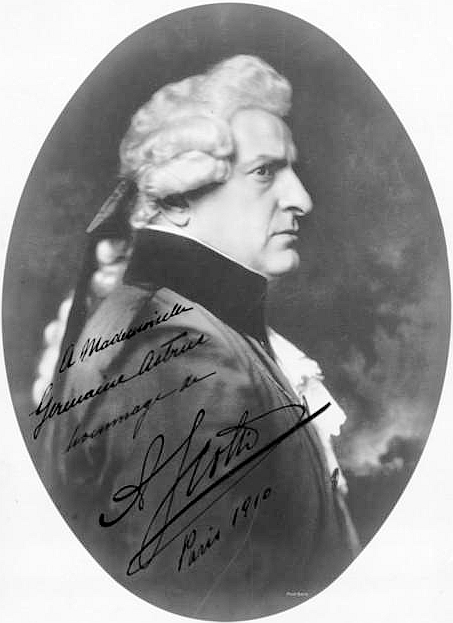
Antonio Scotti

Fu uno degli artisti principali della New York Metropolitan Opera House per più di 30 anni, ma cantò anche a Londra alla Royal Opera House Covent Garden.

## Biografia
La sua famiglia lo voleva indirizzare verso il sacerdozio ma egli decise di votarsi alla carriera di cantante d' opera. Ricevette la prima formazione vocale da Esther Trifari-Paganini e Vincenzo Lombardi. Dopo gli studi fece il suo debutto al Theatre Royal di Malta nel 1889, nel ruolo di Amonasro in Aida di Giuseppe Verdi. Seguirono scritture in diversi teatri d'opera italiani che gli valsero la possibilità di fare esperienza ed essere poi scritturato in Spagna, Portogallo, Russia e Sud America. Nel 1898 debuttò al Teatro alla Scala di Milano nel ruolo di Hans Sachs in I maestri cantori di Norimberga. (Questa fu una scelta sorprendente, poiché la sua successiva carriera non lo vide cantare le opere di Richard Wagner.)
Il debutto statunitense di Scotti ebbe luogo nell'autunno del 1899, quando cantò a Chicago. Il 27 dicembre 1899 fece poi la sua prima apparizione a New York al Metropolitan Opera House, impegnato nel ruolo del protagonista nel Don Giovanni di Mozart. Sarebbe poi diventato un favorito del pubblico del Met, guadagnando consensi per il suo canto aggraziato nel Donizetti del bel canto e per il suo tocco di eleganza che palesava nelle interpretazioni di Verdi. Nel 1899 debuttò poi al Covent Garden a Londra in Don Giovanni.
Al Met nel 1901, Scotti fu il primo artista a cantare il ruolo del barone Scarpia, negli Stati Uniti, in Tosca di Giacomo Puccini. Fu poi egli ad interpretare le prime statunitensi delle seguenti opere: Adriana Lecouvreur di Francesco Cilea, Le donne curiose di Ermanno Wolf-Ferrari, Fedora di Umberto Giordano, L'oracolo di Franco Leoni e Messaline di Isidore de Lara. Scotti cantò anche nei seguenti ruoli di baritono nel corso della sua lunga permanenza al Met: Rigoletto, Malatesta, Belcore, Jago, Falstaff, Marcello, Sharpless oltre ai già citati Don Giovanni e Scarpia. Si è esibito assieme al suo intimo amico Enrico Caruso, quando il tenore fece il suo debutto al Met, nel ruolo del duca di Mantova nel 1903, e collaborò a quindici diverse edizioni della Tosca nel corso della sua lunga carriera presso il Teatro.
Nel 1912 arrivò negli Stati Uniti con Pasquale Amato e William Hinshaw.
Si è esibito al Covent Garden fino al 1910, con apparizioni nel 1913-1914. Durante questo periodo, è diventato non solo il Scarpia di Londra ma anche il primo Sharpless in Madama Butterfly (nel 1900 e 1905 rispettivamente).
Formò una propria compagnia di cantanti nel 1919, chiamandola naturalmente Scotti Opera Company, realizzando per diverse stagioni tour negli Stati Uniti. Scotti celebrò il suo 25º anniversario di carriera il 1º gennaio 1924 con una serata di gala della Tosca. Dal 1930, la voce di Scotti calò considerevolmente, ma riuscì a mantenere il suo posto al Met a seguito della sua eccezionale capacità istrionica. La sua ultima esibizione fu il 20 gennaio 1933, quando cantò Chim-Fen in L'Oracolo, ruolo che aveva creato nel 1905.
Scotti ritornò in Italia per trascorrere la sua vecchiaia e morì a Napoli nel 1936, all'età di 70 anni. Aveva ricevuto molte onorificenze nel corso della sua carriera. Nel 1917, era stato eletto membro onorario della Phi Mu Alpha Sinfonia, l'associazione americana dei musicisti di sesso maschile, al New England Conservatory of Music.

## Registrazioni
La voce di Scotti può essere ascoltata, in alcuni frammenti del personaggio di Scarpia, in una performance di Tosca registrata dal vivo al Met sul Mapleson Cylinders nel 1903. Egli realizzò anche delle sporadiche registrazioni dal 1902 fino allo scoppio della prima guerra mondiale, per l'inglese Gramophone Company e le statunitensi Victor Talking Machine Company e Columbia Records. Dette registrazioni sono poi state riversate su CD. Riguardano una serie di arie solistiche e di alcuni duetti e quartetti d'opera con Enrico Caruso, Marcella Sembrich, Geraldine Farrar e Gina Ciaparelli: queste registrazioni di Scotti confermano che disponeva di una voce elegante, ben impostata e di aristocratica bellezza. La sua voce non era particolarmente grande o troppo risonante, ma limpida, tonica e precisa nell'esecuzione di difficili ornamenti vocali.
Fu una persona che colpiva sia sul palcoscenico che fuori ed era altrettanto abile nel ritrarre personaggi comici e drammatici.

## Alcuni importanti ruoli di Scotti
- Barone Scarpia, Tosca
- Chim-Fen, L'oracolo
- Rigoletto, Rigoletto
- Iago, Otello
- Posa, Don Carlo
- Don Giovanni, Don Giovanni
- Amonasro, Aida
- Dr. Malatesta, Don Pasquale
- Belcore, L'elisir d'amore
- Falstaff, Falstaff
- Marcello, La bohème
- Sharpless, Madama Butterfly